# Pasiphaea magna
Pasiphaea magna är en kräftdjursart som beskrevs av Faxon 1893. Pasiphaea magna ingår i släktet Pasiphaea och familjen Pasiphaeidae. Inga underarter finns listade i Catalogue of Life.